# Pouteria sclerocarpa
Pouteria sclerocarpa là một loài thực vật thuộc họ Sapotaceae. Loài này có ở Colombia, Ecuador, và Panama.